# Christoph Bührer
Christoph Andreas Bührer (* 16. Mai 1958 in Heidelberg) ist ein deutscher Kinderarzt und Neonatologe. Seit 2008 leitet er die Klinik für Neonatologie an der Charité Universitätsmedizin Berlin.

## Leben und Wirken
Christoph Bührer studierte von 1979 bis 1984 Humanmedizin an der Albert-Ludwigs-Universität Freiburg und an der Universität Hamburg. Er setzte das Studium dann für ein Jahr bis 1985 am AREBA Casriel Institute in New York City fort, bevor er zurück nach Hamburg ging, wo er seine medizinische Ausbildung am Universitätskrankenhaus Eppendorf fortsetzte. Im April 1986 legte er das Staatsexamen ab und erhielt auch seine Approbation als Arzt. Im September 1986 erlangte er seinen medizinischen Doktortitel, im Oktober 1997 die Anerkennung als Facharzt für Pädiatrie. Im November des darauffolgenden Jahres habilitierte er sich in diesem Gebiet. Weitere Spezialisierung brachte ihm im März 2000 die Anerkennung als Facharzt für Neonatologie.
Bührer begann seine berufliche Laufbahn nach dem Abschluss seiner medizinischen Ausbildung im Juli 1986 als Forscher im Labor für Zytokinbiologie am Memorial Sloan Kettering Cancer Center in New York City, USA, wo er bis Juni 1987 tätig war. Im Anschluss daran kehrte er nach Deutschland zurück und arbeitete von Juli 1987 bis März 1989 in der Abteilung für Pädiatrische Hämatologie und Onkologie an der Medizinischen Hochschule Hannover und von April 1989 bis Dezember 1989 in der Abteilung für Medizinische Immunologie am Universitätskrankenhaus Eppendorf in Hamburg. Von Januar 1990 bis Juli 1996 war Bührer an der Universitätskinderklinik der Freien Universität Berlin und der Humboldt-Universität zu Berlin tätig. Danach folgten kürzere Stationen in der Klinik für Angeborene Herzfehler und Kinderkardiologie am Deutschen Herzzentrum Berlin (August 1996 – April 1997) und in der Neonatologie des Sozialpädiatrischen Zentrums der Charité im Virchow-Klinikum in Berlin (Mai 1997 – Januar 1998). Im Februar 1998 trat er eine Stelle als Oberarzt in der Abteilung für Neonatologie an, die er bis zum Januar 2005 innehatte.
Von Februar 2005 bis zum Oktober 2010 leitete er als außerordentlicher Professor die Neonatologie des Universitäts-Kindespitals beider Basel in der Schweiz. Seit dem 1. November 2008 ist er Ordinarius und Leiter der Klinik für Neonatologie an der Charité Berlin.
Bührer ist Präsident der Gesellschaft für Neonatologie und Pädiatrische Intensivmedizin und auch deren Leitlinienbeauftragter. Er hat laut Google Scholar einen h-Index von 68 und laut Datenbank Scopus einen von 54 (jeweils Stand August 2024).